# Bad!
Bad! è un singolo del rapper statunitense XXXTentacion, pubblicato il 9 novembre 2018 come unico estratto dal terzo album in studio Skins.

## Antefatti
Bad! è stato mostrato in precedenza insieme ad altri tre progetti di album che XXXTentacion avrebbe dovuto pubblicare nel 2018 prima della sua morte a giugno. Alcune testate hanno riportato che Bad! sarebbe comparso su Skins dopo che una clip di XXXTentacion postata su Instagram lo vedeva parlare dell'album dopo aver cantato una riga della canzone. DJ Scheme ha anche affermato che il prossimo progetto da pubblicare di XXXTentacion sarebbe stato Skins; ciò è stato confermato a novembre dopo che il preordine dell'album è stato reso disponibile.

## Tracce
1. Bad! – 1:34 (testo: Jahseh Onfroy, John Cunningham, Robert Soukiasyan – musica: Jahseh Onfroy, John Cunningham, Robert Soukiasyan)

## Formazione
Musicisti
- XXXTentacion - voce, testi
- John Cunningham  - produzione, scrittura, registrazione, batteria
- Robert Soukiasyan  - produzione, scrittura, missaggio, tastiera

Produzione
- Dave Kutch  - mastering
- Kevin Peterson - assistente mastering